# Березиці (Новгородська область)
Березиці (рос. Березицы) — присілок у Боровицькому районі Новгородської області Російської Федерації.
Населення становить 60 осіб. Належить до муніципального утворення Волокське сільське поселення.

## Історія
До 1927 року населений пункт перебував у складі Новгородської губернії. У 1927-1944 роках перебував у складі Ленінградської області.
Орган місцевого самоврядування від 2010 року — Волокське сільське поселення.

## Населення
| 1989 | 2002 | 2006 | 2008 | 2009 | 2010 |
| ---- | ---- | ---- | ---- | ---- | ---- |
| 66   | ↗74  | ↗78  | ↗88  | ↗92  | ↘60  |